# 維齊爾
維齊爾（波斯語：وزير，一譯華札爾、維奇爾、維西爾），清代譯作倭色爾，指高級的行政顧問及大臣（有時涉及宗教），他們為穆斯林君主如哈里發及蘇丹服務，有時可指波斯沙阿的大臣。在現代，維齊爾一詞可用於西亞一些重要官員，又可用於現代伊斯蘭共和國的內閣及形容前伊斯蘭官員。字面上，維齊爾解作「負責者」或「助手」。

## 語源
中古波斯语的維齊爾一詞在中古波斯語裡是「域切爾」（Vichir），源自阿維斯陀語的「域切拉」（Vichira），解作判決者或仲裁者。在語言學上，這與拉丁語的維卡里烏斯（Vicarius）有關。維齊爾在1562年成為英語，譯自土耳其語的維西爾（Vezir，「顧問」）及阿拉伯語的華西爾（Wazir，「負責者」），其詞根華察拉（Wazara，「承受」）衍生自波斯語維齊爾（Vazier）。

## 舊官僚用語
穆斯林的維齊爾一職在波斯人至阿拉伯人、土耳其人、蒙古人及鄰近地區的人民之間廣泛應用，始自阿拔斯王朝，至巴爾馬克家族掌權作為哈里發重臣時成形。維齊爾的地位於君主與臣民之間，代表君主接觸臣民。國家元首不與臣民直接接觸這做法至倭馬亞王朝開始出現，這是仿傚波斯的習俗。推斷維齊爾這一用語是阿拉伯語取自波斯語的「域切爾」，「域切爾」是指沙阿的大臣。阿拉伯語「華札爾」（Wazir）衍生自阿維斯陀語的「域切拉」（Vichira，「仲裁者」、「法官」），取締了阿拉伯語的「凱提卜」（kātib，「書記」，指國家大臣）。埃及在後來受阿拉伯文化影響，維齊爾一詞遂返璞用於法老的大臣及顧問。
維齊爾一詞有兩種用法：一是用於某一職位，即君主制政府的總理（大維齊爾）；二是泛指內閣部長級，就像英國的國務大臣。如當中一位維齊爾是總理，他就可能得到大維齊爾的稱號。
在穆斯林的國度裡，不稱職的維齊爾會被卸任，不論是合理抑或是成為替罪羔羊，這對於鄂圖曼帝國來說相當普遍，例如以暴虐見稱的塞利姆一世在任七年間，有七位維齊爾被處死，其他的不是被免職就是被貶，當中一些得以復職。

### 伊斯蘭國家
在鄂圖曼帝國時期，大維齊爾實際上行使總理的權力，其權力僅次於蘇丹（許多蘇丹都將政務交給大維齊爾處理）。大維齊爾亦是帝國議會底萬的首領。
舊時信奉伊斯蘭教的伊朗，沙阿政權的總理一般稱為「維齊爾-伊·阿贊」（大維齊爾），亦有阿德貝格及沙達·阿贊的稱號。另外，多位內閣部長級大臣有「維齊爾」的銜頭，如「維齊爾·達夫泰爾」（財政大臣）。
摩洛哥曾行蘇丹制，故有「薩德爾·阿贊」（Sadr al-A'zam，大維齊爾）一職直至1955年11月22日，在1955年12月7日被總理取締其職能。維齊爾成為國家部長的稱號。
漢志王國（併入現今的沙特阿拉伯）在採用哈里發制時設維齊爾一職。
處於攝政統治的突尼斯在胡珊尼德王朝下的大臣有以下的名號：
- 華西爾·阿科巴（Wazir al-Akbar）：大臣（相當於大維齊爾、總理）[18]
- 華西爾·阿馬拉（Wazir al-'Amala）：內政大臣
- 華西爾·巴赫爾（Wazir al-Bahr）：海軍大臣[19]
- 華西爾·哈比（Wazir al-Harb）：軍事大臣[20]
- 華西爾·伊斯提斯哈拉（Wazir al-Istishara）：議會長
- 華西爾·瓦德拉（Wazir ud-Daula）：國家大臣
- 華西爾·烏修羅（Wazir us-Shura）：私人顧問[21]

阿曼蘇丹的首席大臣有「華西爾」的稱號，1970年改為總理。
桑給巴爾蘇丹的維齊爾多由英國人擔任。
索科托蘇丹之下設有大維齊爾一職，但現今對此仍有爭議。
在前殖民及殖民時期的印度，許多統治者都以維齊爾為首席大臣。
處於蘇丹制時的馬爾代夫，總理有「波杜·維齊爾」（Bodu Vizier）的稱號，多位內閣部長級大臣有「維齊爾連」（vazierin）的稱號。
阿卜達里王朝時的阿富汗，總理有「維齊爾·阿贊」（Vazīr-e Azam）的稱號。

## 現代官僚用語
在巴基斯坦，總理（實際掌權的政治人物，形式上在總統之下）稱為「維齊爾-伊·阿贊」（大維齊爾的波斯語），其他部長稱為「維齊爾」。在伊朗，維齊爾一詞相當於部長。
華西爾是形容部長的標準阿拉伯語（拉丁語有「臣僕」的意思，原指君主部下，後來則指國家官員）。埃及總理在阿拉伯語裡稱為華西爾（wazīr）。
在全美伊斯蘭聯盟（Nation of Islam），其領袖路易斯·法拉肯（Louis Farrakhan）有時被尊稱為華西爾。

## 時代錯誤的用語
歷史學家會運用現代詞彙於一些根據性不足的頭銜。
古埃及由法老委任的最高級政府官員執行宰相的功能，這職位被現代學家稱為維齊爾。有一段時期，古埃及的國家行政由兩位官員分別主管，維齊爾一詞又用於上埃及及下埃及的主管官員，因此有北維齊爾（下埃及，即尼羅河三角洲）及南維齊爾（上埃及）。後來努比亞總督（軍事長官，有時由法老王子擔任）及阿蒙大祭司崛起，使法老失去了實際政治影響力。
聖經現代譯本創世記第四十一節裡，雅各的第十一名兒子約瑟是法老的維齊爾，在同一章節，法老賜名給約瑟，叫撒發那特巴內亞（Zaphenath-paneah）。
匈人的維齊爾是二等官員，其正式地位不明，只知道他們是皇室顧問。

## 君王頭銜
1702年，印度一個叫柬吉拉（Janjira）的國家成立，六位統治者都輔以「華西爾」的名號，直至地位更高的名號納瓦布（Nawab）被採用。

## 电子游戏
在育碧于2003年至2007年发行的电子游戏波斯王子三部曲中，維齊爾作为印度王的宰相，是波斯王子：时之沙和波斯王子：武者之心两作的反派主角。

## 對國際象棋的影響
波斯象棋是國際象棋的前身，當中相對於國際象棋后（遠較國際象棋的后為弱）的棋子稱為「華西爾」。現今，后的棋子在匈牙利語稱為「維沙」（vezér），在波斯語稱為維齊爾。